# ウィルフォード・ブリムリー
ウィルフォード・ブリムリー（Wilford Brimley, 1934年9月27日 - 2020年8月1日）は、アメリカ合衆国ユタ州ソルトレイクシティ生まれの俳優。A・ウィルフォード・ブリムリーとクレジットされることもある。

## 経歴

### 生い立ちとキャリア
6歳の時にサンタモニカに移住。朝鮮戦争勃発後、高校を中退して海兵隊に入隊した。アリューシャン列島に3年間駐屯し、除隊後はロデオの選手、ハワード・ヒューズ監督のボディ・ガードなどの職に就き、やがて映画のエキストラやスタントマンを始めるようになり、1969年の『勇気ある追跡』で映画デビューをはたす。
1979年の『チャイナ・シンドローム』あたりから次第に顔も知られるようになり、1982年の『遊星からの物体X』で名を上げた。以降『ナチュラル』、『コクーン』、『エンドア/魔空の妖精』等多くの作品で重要な役柄を演じ、テレビシリーズ『頑固じいさん孫3人』では主役を演じて、頑固だが心優しいおじいさんを素敵な雰囲気で演じていた。この作品はヒットし、シーズン2まで作成された。
オートミールなどのメーカーとして知られるクエーカーオーツカンパニーのテレビCMでも知られている。
口髭のイメージが強いことから、フルの口髭（full mustache）を「ウィルフォード・ブリムリーひげ（The Wilford Brimley）」と呼ぶこともある。
晩年は長年、人工透析を受けており、腎臓の病で2ヶ月間の闘病の末、2020年8月1日土曜日、ユタ州セントジョージの病院で死去。

### 私生活
1956年に結婚した妻リンとの間に4人の息子をもうけるが、彼女とは2000年に死別。
その後、2007年にビヴァリー・ベリーと再婚。
1979年に糖尿病と診断されて以来、糖尿病に関するチャリティに参加していた。

## 主な出演作品

### 映画
| 公開年 | 日本語題 原題                                                 | 役名                           | 備考                        | 日本語吹替                                     |
| ------ | ------------------------------------------------------------- | ------------------------------ | --------------------------- | ---------------------------------------------- |
| 1969   | 勇気ある追跡 True Grit                                        | -                              | 端役でクレジットなし        |                                                |
| 1970   | 追跡者 Lawman                                                 | -                              | 端役でクレジットなし        |                                                |
| 1979   | チャイナ・シンドローム The China Syndrome                     | テッド・スピンドラー           |                             | 峰恵研（日本テレビ版）                         |
| 1979   | ミスター・ウエストの奇妙な冒険 The Wild Wild West Revisited   | クリーヴランド                 | テレビ映画                  |                                                |
| 1979   | 出逢い The Electric Horseman                                  | 農夫                           |                             |                                                |
| 1980   | ブルベイカー Brubaker                                         | ロジャース                     |                             | 峰恵研（日本テレビ版）                         |
| 1980   | ボーダーライン Borderline                                     | スコット・ジャクソン           |                             |                                                |
| 1981   | 私立探偵ジョー・ダンサー/非情の罠 The Big Black Pill          | ウォリー・ハスケル             | テレビ映画                  |                                                |
| 1981   | スクープ 悪意の不在 Absence of Malice                         | ウェルズ                       |                             |                                                |
| 1982   | 遊星からの物体X The Thing                                     | ブレア                         |                             | 富田耕生（フジテレビ版、Netflix版）            |
| 1983   | テンダー・マーシー Tender Mercies                             | ハリー                         |                             |                                                |
| 1983   | 殺人鬼 10 to Midnight                                         | マローン                       |                             | 宮川洋一（テレビ朝日版）                       |
| 1983   | ハイ・ロード High Road to China                               | ブラッドリー・トーザー         |                             | 小松方正（フジテレビ版）                       |
| 1983   | ザ・ファイト Tough Enough                                     | ビル・ロング                   |                             |                                                |
| 1984   | ポール・ニューマンの ハリー＆サン Harry & Son                 | トム                           |                             |                                                |
| 1984   | ホテル・ニューハンプシャー The Hotel New Hampshire            | アイオワ・ボブ                 |                             |                                                |
| 1984   | ナチュラル The Natural                                        | ポップ・フィッシャー           |                             | 宮川洋一（テレビ朝日版） 宝亀克寿（ソフト版）  |
| 1984   | カントリー Country                                            | オーティス                     |                             |                                                |
| 1985   | コクーン Cocoon                                               | ベンジャミン・ラケット         |                             | 宮川洋一（テレビ朝日版）                       |
| 1985   | マーダー・イン・スペース Murder in Space                      | アンドリュー・マカリスター博士 | テレビ映画                  |                                                |
| 1985   | エンドア/魔空の妖精 Ewoks: The Battle for Endor               | ノア                           | テレビ映画                  | 緒方賢一（DVD版） 永井一郎（劇場公開版）       |
| 1985   | レモ/第1の挑戦 Remo Williams: The Adventure Begins            | ハロルド・スミス               |                             | 宮川洋一（テレビ朝日版）                       |
| 1986   | ロバート・ミッチャム/男たちの勲章 Thompson's Last Run         | レッド・ヘインズ               | テレビ映画                  |                                                |
| 1986   | アクト・オブ・ベンジェンス Act of Vengeance                   | トニー・ボイル                 | テレビ映画                  |                                                |
| 1986   | 真夜中のバイオレンス Jackals                                  | ミッチェル保安官               |                             |                                                |
| 1986   | 殺しのクランクイン Shadows on the Wall                        | フロイド・バックマン           |                             |                                                |
| 1987   | ハロー・マイ・トレイン End of the Line                        | ウィル                         |                             |                                                |
| 1988   | コクーン2/遥かなる地球 Cocoon The Return                      | ベンジャミン・ラケット         |                             | 富田耕生（ソフト版） 宮川洋一（テレビ朝日版）  |
| 1989   | ビリー・ザ・キッド Billy the Kid                              | ルー・ウォーレス               | テレビ映画                  |                                                |
| 1990   | エタニティ 永遠の愛 Eternity                                  | 王/エリック                    |                             |                                                |
| 1993   | ザ・ファーム 法律事務所 The Firm                              | ウィリアム・デヴァシャー       |                             | 今西正男（ソフト版） 富田耕生（フジテレビ版）  |
| 1993   | ハード・ターゲット Hard Target                                | ドゥービー                     |                             | 今西正男（VHS&DVD版） 富田耕生（フジテレビ版） |
| 1995   | バイオ・スピーシーズ/新生命体誕生 Mutant Species              | デヴロ                         |                             |                                                |
| 1995   | オプ・センター OP Center                                      | トロイ・デイヴィス             | テレビ映画                  |                                                |
| 1995   | ワイルド・メン The Good Old Boys                              | タープリー                     | テレビ映画                  |                                                |
| 1996   | ネイティブ・ハート Last of the Dogmen                         | -                              | ナレーション クレジットなし |                                                |
| 1996   | 元大統領危機一発/プレジデント・クライシス My Fellow Americans | ジョー・ホリス                 |                             |                                                |
| 1997   | イン&アウト In & Out                                          | フランク・ブラケット           |                             | 長島雄一                                       |
| 2001   | クロスファイア・トレイル Crossfire Trail                      | ジョー                         | テレビ映画                  |                                                |
| 2009   | 噂のモーガン夫妻 Did You Hear About the Morgans?              | アール                         |                             | 村松康雄                                       |

### テレビシリーズ
| 放映年    | 日本語題 原題                                      | 役名                                   | 備考         | 日本語吹替 |
| --------- | -------------------------------------------------- | -------------------------------------- | ------------ | ---------- |
| 1986-1988 | 頑固じいさん孫3人 Our House                        | ガス・ウィザースプーン（おじいちゃん） | 46エピソード | ハナ肇     |
| 1994      | ホミサイド/殺人捜査課 Homicide: Life on the Street | ハリー・プレンティス                   | 1エピソード  |            |
| 1995      | 炎のテキサス・レンジャー Walker, Texas Ranger      | バート                                 | 1エピソード  |            |